# کریم قربان نفس
کریم قربان نفس (به روسی: Керим Курбаннепесов)، شاعری نوپرداز، مترجمی توانا و روزنامه نگاری نکته سنج در ۱۸ اکتبر سال ۱۹۲۹ میلادی در روستای «ییلغین» از توابع بخش گوگ تپه ترکمنستان متولد شد. وی در سن هفت سالگی اولین شعرش را سرود و نخستین بار، شعر وی در روزنامه «صدای کالخوزچی» به چاپ رسید. در سال ۱۹۴۲ پس از ناکامی در عشق، شعر «یاشلیق دراماسینی» را سرود که دربارهٔ عشق شکست خورده اش می‌باشد. این شعر در بین مردم بیشتر با نام «منینگ یگیت وقتیم، سنینگ قیز وقتینگ» مشهور می‌باشد و از سروده‌های محبوب وی در بین جوانان است که در سال ۱۹۶۸ چاپ شد و به زبان‌های مختلفی ترجمه گردید. کریم قربان نفس در دانشگاه «آ. م. گورکی» ترکمنستان موفق به اخذ لیسانس ادبیات شد و به خاطر برخورداری از درک عمیق سیاسی دوبار به نمایندگی مجلس انتخاب گردید.
وی با کار در یکی از نشریات دولتی و قلم فرسایی در آن و نیز در اثر همکاری نزدیک با نویسندگان و مترجمان مشهور ترکمنستان همچون آنا مخداف، مرد صوفی اف و کاکا بای مراداف در زمینه ادبی به تجارب گرانقدری دست یافت که موجب نبوغ و درخشش ادبی او شده‌است. از جمله فعالیت‌های ادبی او ترجمه است. وی علاوه بر ترجمه بیش از بیست کتاب از زبان مادری خود به دیگر زبانها، آثار «ش، پتته اف»، «ق، کنیه»، «ج، پودار» را به زبان خود ترجمه کرد.
وی با بیشتر نویسندگان و مترجمان مشهور ترکمن چون «آنه مخداف»، «ا... بردی هایدیف»، «بردی کربابایف»، «ب، سیتاکوف» و ... و با نویسندگان و گویندگان روس و اوکراین ارتباط تنگاتنگ داشت.
اولین مجموعه آثار او به نام «گویجومینگ گوزباشی / سرچشمه نیروی من» در سال ۱۹۵۱ میلادی منتشر شد. او بعد از مدتی اندک، در سال ۱۹۵۳ میلادی مجموعه اشعار «سالدات یوره گی / قلب سرباز» را به مشتاقان آثار خود عرضه نمود. منظومه داستانی «تایماز بابا» (۱۹۶۰ میلادی) به عنوان اثری مبتکرانه دارای جایگاه خاصی در ادبیات ترکمن است.
اثر «قوشغولار و پایامالار / شعرها و منظومه‌های داستانی» (۱۹۵۸ میلادی) کریم قربان نفس بیانگر تکامل اوست. شاعر با خلق منظومه‌های معروف خود، سبک خاصی را در ادبیات ترکمن به وجود آورد.
او در سال ۱۹۶۷ میلادی به عنوان نویسنده خلق ترکمن (عنوانی که از سوی دولت به بهترین شاعران و نویسندگان اهدا می‌شود) را از آن خود کرد.
در سال ۱۹۷۷ میلادی کتابی به عنوان «قیرق / چهل» را منتشر می‌کند که شامل تمامی اشعار سروده شده او بین سال‌های (۱۹۶۷- ۱۹۵۷) او می‌شود. کریم قربان نفس، اساسا در اشعار خویش به وقایع مشهور تاریخی و نقش آفرینان آن وقایع و نیز لحظه‌های ماندگار زندگی نظر دارد.
منظومه داستانی «قومدان تاپیلان یورگ / قلبی که از صحرا پیدا شد» سرگذشت دختر یتیم صحرا و برادر اوست. اشعار کریم قربان نفس مملو از احساسات لطیف شاعرانه‌ای است که آن‌ها را با قدرت هر چه تمام تری بیان داشته‌است.
شاعر، اشعار و منظومه‌های اواخر عمر خود را در کتابهای «انصاف بیلن انسان / انصاف و انسان»، «یورگ پایاماسی / منظومه دل»، «رباعی پایاما / رباعی، منظومه»، «اوغول / فرزند» و «وپا / وفا» آورده است.
شاعر دارای احساسی قوی و سالم است، بطوریکه همین احساس او را به تکامل وصف ناشدنی در ادبیات ترکمن رسانده است. دو اثر حجیم کریم قربان نفس به نام‌های «توپراق / خاک» (۱۹۷۸) و «منزیل / منزل» شاهد این مدعاست. او به شعر ترکمن خدمت شایانی نمود و جزء شاعران صاحب سبک شعر ترکمن بشمار می‌رود. ایشان دارنده نشان بین‌المللی «مختومقلی» به خاطر اشعار جذاب خویش محبوبیت خاصی پیدا کرده‌است. این شاعر بزرگوار، سرانجام در ۱ سپتامبر ۱۹۸۸ در سن ۵۹ سالگی دار فانی را وداع گفت.